# Dinamó
Dinamónak nevezzük azokat a villamos gépeket, amelyek mechanikai energiából egyenáramú villamos energiát állítanak elő.

## A feltalálók
A dinamóelvet Jedlik Ányos ismerte fel elsőként 1861-ben, azonban tőle függetlenül a német Ernst Werner von Siemens szabadalmaztatta elsőként 1866-ban. 1867-ben Charles Wheatstone szintén kijött egy dinamóelvvel, csak ő párhuzamos kapcsolást javasolt.

## Működése

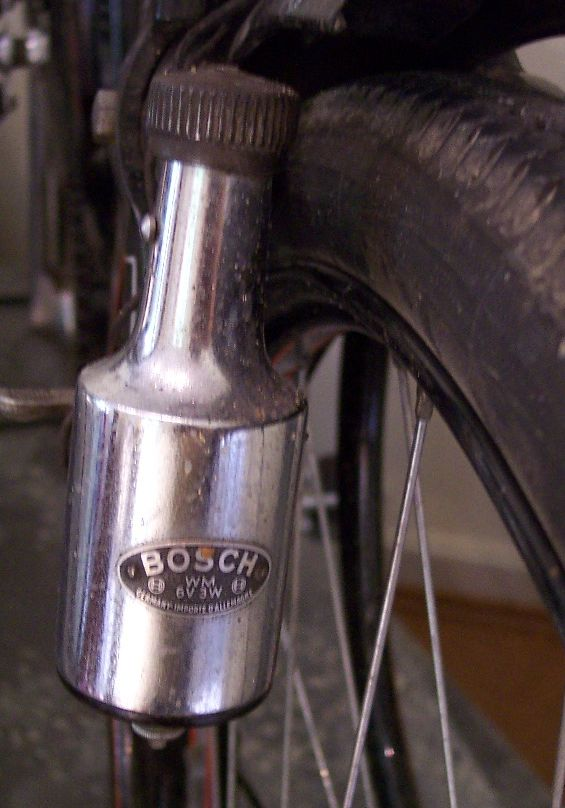
„Dinamó”, ami valójában generátor – egy kerékpáron

A mozgási indukciót hasznosítja feszültség létesítésére, mert az erős mágneses térben mozgatott villamos vezetőben feszültség jön létre. A keletkező feszültség nagyságát állandó mágneses térerősségnél és távolságnál a mozgás sebessége határozza meg.

### A dinamóelv (öngerjesztés elve)
Minden korábban mágneses hatás alá került vastestben valamekkora visszamaradó (remanens) mágneses tér van jelen. Ha ebben a gyenge mágneses térben egy vezetőt mozgatunk, és a vezetőben létrejövő feszültséget a vastest körüli tekercsre kapcsoljuk, növelni tudjuk a vastestben az erővonalak számát. A sűrűbb erővonalak között mozgatott vezetőben már nagyobb feszültség indukálódik, így nagyobb áram folyik, ami aztán ismét a vastest erővonalainak a számát növeli. Az öngerjesztés addig növekedhet, amíg a vastest mágnesesen telítetté nem válik; vagy addig, amíg a visszavezetett gerjesztőáramot nem korlátozzák valamilyen szabályzóval.

### A gépjárművek dinamói
Az 1960–70-es évekig a gépjárművekben dinamót alkalmaztak a jármű villamosenergia-ellátásához.
Ezeknek a dinamóknak a hatásfokát a mágneses szórás csökkentésével javították. Ehhez a gép forgórészét lágyvasból készítették, amely a mágneses fluxust jól vezeti. A forgórész hosszanti hornyaiba szerelték a tekercseket, amelyben a feszültség indukálódik. A tekercsek végeit a forgórész egyik végén lévő kommutátor szeletekhez kötik. A kommutátorral szemben álló kefék vezetik el a létrejött áramot. Az áram egy részét a feszültségszabályzó vezeti vissza az állórész tekercseihez, hogy a gerjesztést növelni lehessen.
A dinamókat a fajlagosan nagy súly, a kommutátor és a kefék alacsony élettartama, valamint a generátorokhoz képest kisebb teljesítmény és hatásfok szorította ki a használatból. A generátor által előállított váltakozó feszültséget már a készülékben egyenirányítják, és így hasznosítható.

### Motordinamók
Ha magát a dinamót egy villamos motor hajtja meg, akkor motordinamóról beszélünk. A motordinamó ily módon alkalmas váltakozó feszültség egyenfeszültséggé való átalakítására, illetve DC-DC konverterhez hasonlóan képes előállítani egy adott nagyságú egyenfeszültséget (ilyenkor a meghajtó motor is DC-motor). Motordinamókat használtak többek közt régebbi villamosoknál, pl. a Ganz UV-k és az ipari csuklósok (ICS) is eleinte motordinamóval lettek szállítva, amiket az évek során az ICS-kben lecseréltek ún. statikus átalakítóra (feszültségszaggatós tápegység), illetve a későbbi UV-kocsik már alapból ezt a berendezést tartalmazták.